# Park Rady Europy
Park Rady Europy je městský park, který se nachází v centrální městské čtvrti Śródmieście města Gdyně, nedaleko od pobřeží Baltského moře v Pomořském vojvodství v severním Polsku.

## Historie a současnost parku
V 50. a 60. letech se místo nazývalo Plac Grunwaldzki a mělo větší plošné rozměry než současný Park Rady Europy. Park vznikl v roce 1961. Dlouhodobě se táhnou spory o vlastnictví pozemků a v plánu jsou také další úpravy parku.

## Další informace
Park Rady Europy patří k odpočinkovým zónám centra Gdyně, využívá se také k občasným kulturním akcím a jsou v něm dva památníky:
- Pomnik Zesłańcom Sybiru (W hołdzie zesłańcom Sybiru) - týkající se sibiřských vyhnanců,
- Pomnik Festiwalu Polskich Filmów Fabularnych (Pomnik z okazji Festiwalu Polskich Filmów Fabularnych 1974) - týkající se Festivalu polských hraných filmů.

Poblíž se nachází mořská pláž, Muzeum města Gdyně, Hudební divadlo Danuty Baduszkowe, Námořní přístav Gdyně, kopec Kamienna Góra s lanovkou Kamienna Góra a další zajímavosti.

## Galerie

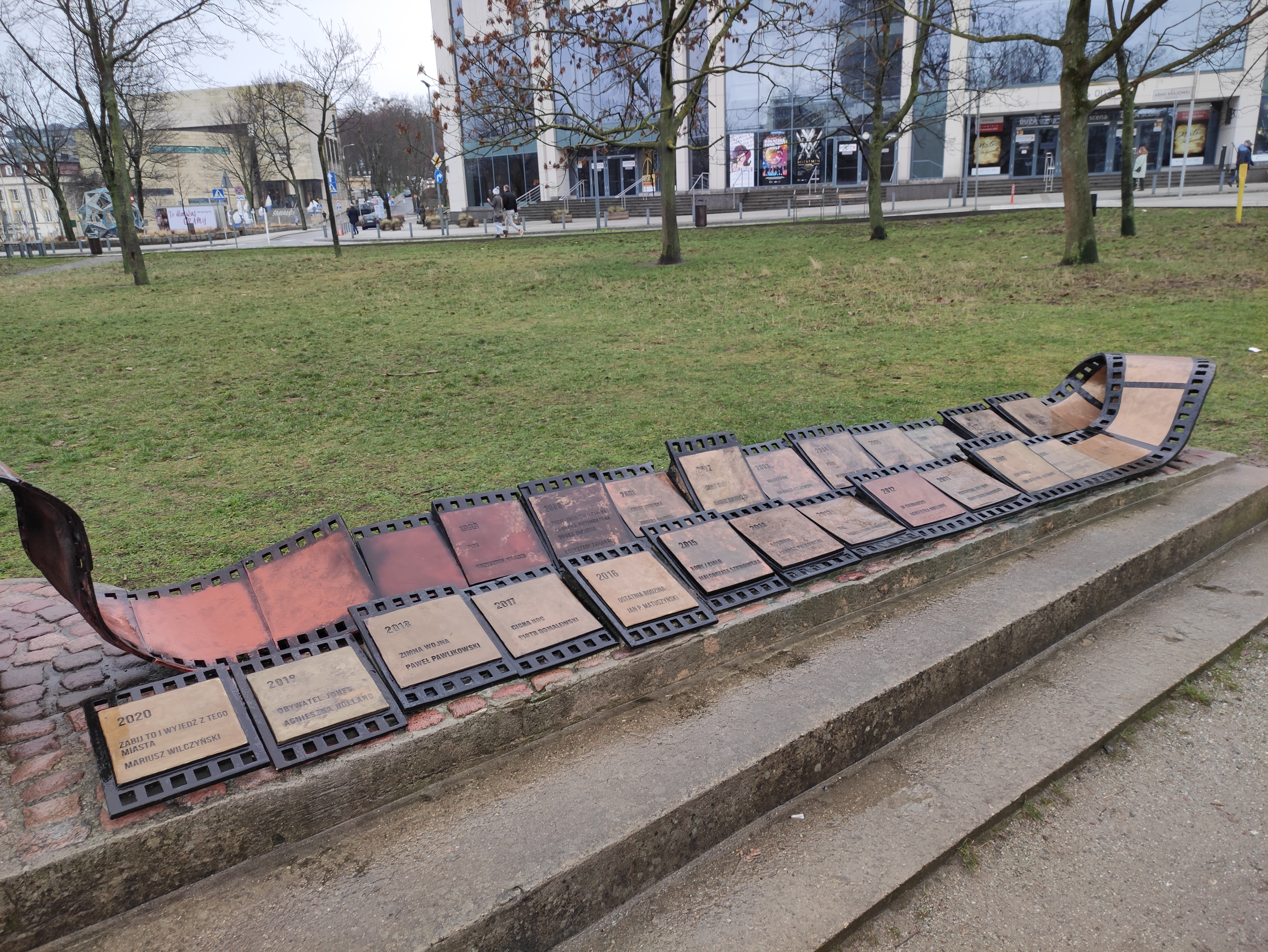
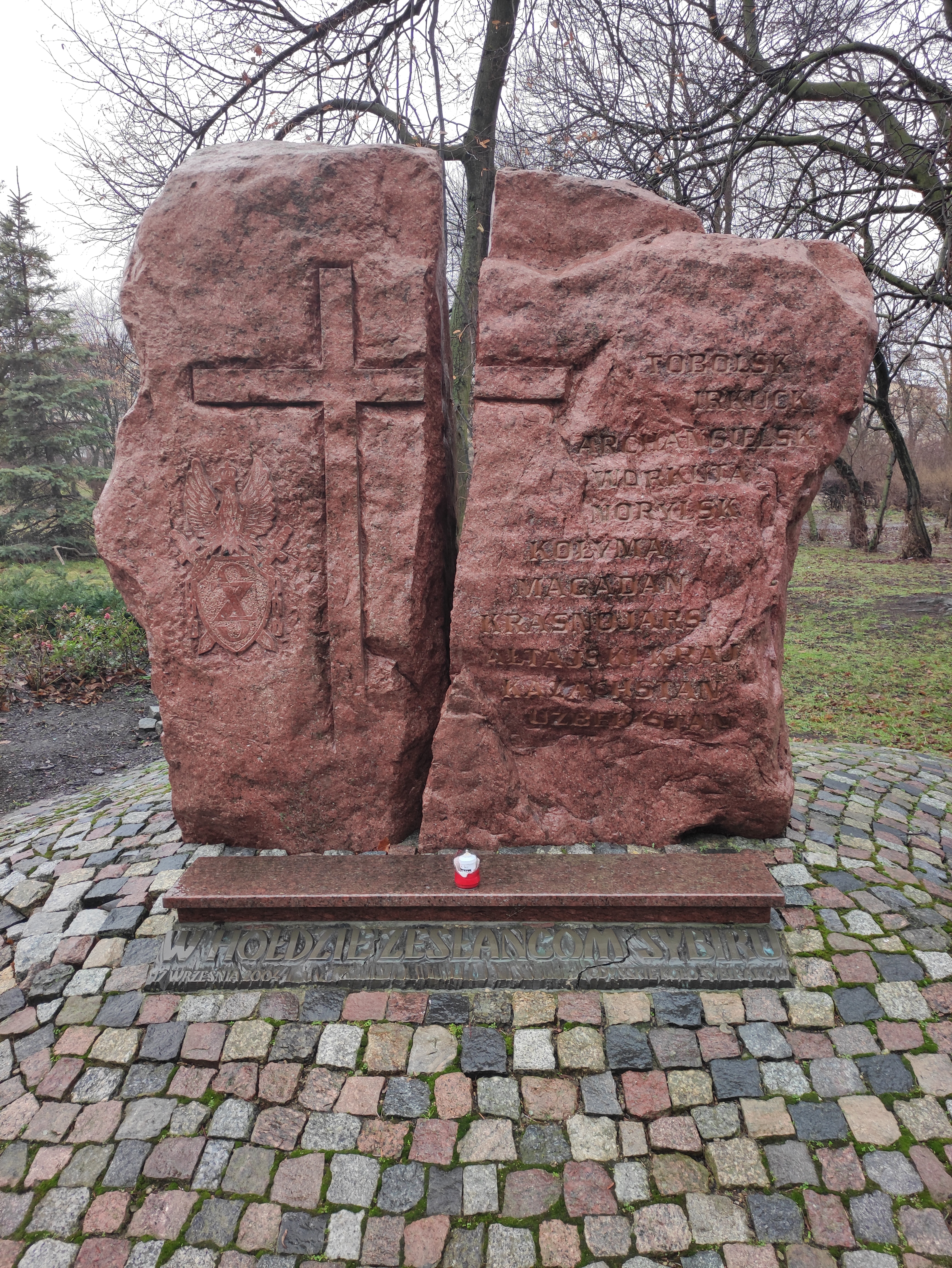